# Matelea prostrata
Matelea prostrata là một loài thực vật có hoa trong họ La bố ma. Loài này được (Cav.) Woodson mô tả khoa học đầu tiên năm 1941.